# Arch Linux
Arch Linux este o distribuție de Linux creată de Judd Vinet.  Inspirată de CRUX, această distribuție are ca obiectiv rapiditatea și simplitatea, adresându-se utilizatorilor avansați.
Distribuția Arch Linux folosește systemd pentru inițializarea sistemului și gestionarea proceselor. Această distribuție este construită pe baza pachetelor cu binare de programe.  Pachetele se adresează platformelor cu microprocesoare i686 și x86-64, binarele fiind optimizate pentru a profita de performanțele oferite de hardware modern.
Echipa de dezvoltare se ghidează după principiul KISS (în engleză: ”Keep it simple, stupid”), distribuția concentrându-se pe eleganță, minimalism și simplitate.
Arch Linux folosește un sistem de dezvoltare de tip rolling release (versiune continuă), cu pachete noi oferite zilnic.  Sistemul de gestiune a pachetelor permite actualizarea zilnică ușoară.  Versiunile Arch Linux în loc să conțină schimbări remarcabile de la un număr de versiune la altul, sunt mai degrabă imagini (în engleză: snapshot) ale setului curent de pachete, uneori însoțite de software de instalare revizuit.
Prima versiune, 0.1 (cu nume de cod Homer), a apărut la 12 martie 2002.  Ultima imagine cu o versiune stabilă, 2011.08, a fost lansată pe 19 august 2011.
Arch se pronunță [ɑːrtʃ] ori [aːtʃ] (ca în cuvintele englezești archer sau parchment).

## Istorie
Inspirat de CRUX, o altă distribuție minimalistă, Judd Vinet a pornit proiectul Arch Linux în martie 2002. Începând cu 1 octombrie 2007 Judd Vinet abandonează proiectul, acesta fiind preluat de Aaron Griffin.

## Gestiunea pachetelor
Arch Linux este construit pe baza pachetelor cu binare. Aceste pachete sunt gestionate folosind utilitarul pentru gestiunea pachetelor (în engleză: package manager) pacman, care oferă operațiile de instalare, actualizare, ștergere și interogare a bazei de date cu pachete. Pachetele pentru Arch Linux sunt preluate din arborele de pachete Arch Linux. Depozitele cu pachete sunt împărțite în patru categorii: core, extra, unstable și testing.  Depozitul core este compus din pachete necesare funcționării sistemului; depozitul extra este format din pachete suplimentare care nu sunt necesare funcționării sistemului, în general aplicațiile importante sau versiuni ale pachetelor din depozitul core; unstable conține pachete pentru programe aflate în dezvoltare; testing pachete pentru care au raportate bug-uri care așteaptă soluție.  Până la 16 septembrie 2007 au fost folosite cinci categorii: curent, community, extra, unstable și testing.  Pentru eliminarea confuziei comunitatea Arch Linux a decis contopirea pachetelor importante pentru funcționarea sistemului din depozitele current și community într-un singur depozit: core, iar restul pachetelor au fost trecute în categoria extra.
Pachetele sunt create folosind Arch Building System (acronim ABS).  Acest sistem de gestiune a pachetelor de tip port este format din depozite de scripturi shell, uneori împreună cu alte fișiere auxiliare, ce permit construirea pachetelor pornind de la surse.  Prin această metodă, pachetelor li se pot modfica caracteristicile, după nevoi sau preferințe proprii, folosind opțiunile disponibile.  Pe această cale se poate reconstrui întregul sistem.

### Depozitele de aplicații
Acum există următoarele depozite de bază ce conțin pachete binare
- core, ce conține pachetele necesare pentru instalarea sistemului de bază
- extra, conține pachete ce nu sunt necesare sistemului de bază, cum ar fi medii desktop și programe
- community, conține pachetele construite și votate de comunitate, include pachete ce au fost suficient de votate și au fost „adoptate” de un „utilizator de încredere”
- multilib, conține pachetele optimizate pentru x86, ce rulează pe X86-64.

Adițional mai există depozitele ce conțin pachete ce sunt încă testate. Acum, aceste depozite sunt următoarele:
- testing, conține pachetele care sunt testate și când vor fi stabile vor fi incluse în core și extra.
- community-testing, conține pachetele care sunt testate și când vor fi stabile vor fi incluse în community.
- multilib, conține pachetele care sunt testate și când vor fi stabile vor fi incluse în multilib

### Securitatea depozitelor
Pachetele aflate în depozitele de aplicații Arch Linux sunt semnate, iar semnăturile sunt verificate de pacman la instalarea pachetelor.

### Arch Build System (ABS)
Arch Build System este un sistem asemănător cu sistemul de portări de pe *BSD ce compilează fișierele sursă în pachete binare ce pot fi instalate cu ajutorul lui pacman. Arch Build System distribuie niște script-uri numite PKGBUILDs  ce sunt folosite la compilarea fișierelor sursă. Arch Build System vine cu un utilitar numit makepkg ce compilează fișierele sursă în pachete binare pkg.tar.xz ce pot fi instalate cu ajutorul lui pacman.

### Arch User Repository (AUR)
Ca o extensie pentru celelalte depozite, AUR oferă script-uri PKGBUILDs făcute de utilizatori pentru pachetele ce nu sunt incluse în celelalte depozite.
AUR conține pachete ce nu sunt incluse în depozitele oficiale din următoarele motive:
- Din cauza licențelor: AUR conține pachete ce sunt oferite gratis pentru utilizare, dar nu pot fi redistribuite. Exemplele conțin pachete și programe freeware proprietare cum ar fi Google Earth.
- Pachete modificate: Pachete ce se află în depozitele oficiale, dar au fost modificate.
- Programe „rare”: AUR conține pachete și programe noi sau rar utilizate.

## Versiuni
| Versiune   | Nume        | Dată               |
| ---------- | ----------- | ------------------ |
| 0.1        | Homer       | 11 martie 2002     |
| 0.2        | Vega        | 17 aprilie 2002    |
| 0.3        | Firefly     | 7 august 2002      |
| 0.4        | Dragon      | 18 decembrie 2002  |
| 0.5        | Nova        | 21 iunie 2003      |
| 0.6        | Widget      | 1 martie 2004      |
| 0.7        | Wombat      | 24 ianuarie 2005   |
| 0.7.1      | Noodle      | 5 ianuarie 2006    |
| 0.7.2      | Gimmick     | 23 mai 2006        |
| 0.8        | Voodoo      | 31 martie 2007     |
| 2007.05    | Duke        | 17 mai 2007        |
| 2007.08    | Don't Panic | 5 august 2007      |
| 2007.08.1  | Don't Panic | 10 septembrie 2007 |
| 2007.08-2  | Don't Panic | 7 octombrie 2007   |
| 2008.03-1  | Core Dump   | 31 martie 2008     |
| 2008.04-RC |             | 14 aprilie 2008    |
| 2008.06    | Overlord    | 24 iunie 2008      |
| 2009.02    |             | 16 februarie 2009  |
| 2010.05    |             | mai 2010           |
| 2011.08.19 |             | 19 august 2011     |
| etc.       |             |                    |
| 2020.10.01 |             | 1 octombrie 2020   |

| Culoare  | Semnificație      |
| -------- | ----------------- |
| Galben   | Versiune veche    |
| Verde    | Versiune curentă  |
| Albastru | Versiune viitoare |

Arch Linux este rolling-release, deci nu are release-uri ca la Ubuntu, pentru ca distributia nu are un punct unde se "stabilizeaza", ea se schimba in continuu deci nu exista neaparat o versiune fixa de Arch Linux.

## Instalarea
Site-ul Arch Linux distribuie o imagine ISO ce poate fi rulată de pe un CD, DVD, Stick de memorie (Stick USB). Scriptul archinstall este rulat iar utilizatorul poate configura sistemul dupa nevoile sale. (partiții, mediu desktop, pachete, etc.)

## Distribuții derivate
Sunt multe distribuții ce au la bază Arch Linux, cum ar fi:
- Anterego - Succesorul lui cinnarch (Arch linux cu cinnamon ca mediu desktop preinstalat) ce folosește Gnome 3 ca mediu desktop preinstalat.
- Arch BSD - Arch Linux ce folosește nucleul BSD în loc de Linux
- Arch Hurd- Arch Linux ce folosește nucleul GNU HURD în loc de Linux
- Arch Linux ARM - O versiune pentru dispozitivele ARM creată de comunitate.
- Arch Bang - O versiune ce folosește openbox ca mediu grafic.
- BlackArch - Arch Linux cu multe unelte pentru teste de test de penetrație.
- Chakra - Arch Linux cu KDE ca mediu desktop.
- LinHES (Linux Home Entertainment Server) - O versiune facută pentru HTPCs.
- Manjaro - O versiune ce dispune de un instalator grafic și vine cu diverse medii desktop preinstalate (În funcție de versiunea imaginii ISO aleasă). Dispune de propriile depozite.
- Parabola GNU/Linux - O versiune ce conține numai software liber.